# R2B: 리턴투베이스
"R2B: 리턴투베이스"는 2012년 개봉한 대한민국의 액션 영화이다. 한국 영화이지만 영어도 일부 존재한다.

## 줄거리
블랙이글스 조종사 정태윤 대위(비)는 에어쇼에서 건방지고 위험한 기동을 펼쳐 최병길 준장(조성하)과 박대수 소령(김성수)이 이끄는 F-15K 전투폭격기를 운용하는 21전투비행단으로 전출된다. 그곳에서 그는 부대의 에이스 파일럿 철희(유준상)를 만난다. 태윤은 자유분방한 반면 철희는 원칙주의자여서 둘은 금세 마찰을 빚는다.
MiG-29를 탄 조선인민군 공군이 망명을 시도하며 한반도 비무장 지대를 넘어오자, 21전투비행단은 이를 호위하기 위해 출격한다. 갑자기 두 번째 인민군 공군 MiG-29가 호위기를 요격하여 망명기를 격추시키고 서울특별시로 향한다. 21전투비행단은 교전하려 하지만, 교전규칙이 인구 밀집 지역에서의 교전을 금지한다는 말을 듣고 MiG-29가 서울을 공격하는 것을 허용할 수밖에 없었고, 이는 치명적인 파괴와 수많은 사상자를 초래한다. 태윤과 대수는 MiG가 북한 영공으로 돌아갈 때까지 추격하지만, MiG는 대수의 비행기를 공격하여 무력화시킨다. 아래에 민간인이 있는 것을 본 대수는 무장 시스템 장교인 지석현을 안전하게 탈출시키고 자신의 비행기를 민간인으로부터 멀리 떨어뜨려 기동하지만, 그의 사출 좌석은 고장나 산에 충돌하여 사망한다. 여전히 MiG와 교전할 수 없었던 태윤은 되돌아갈 수밖에 없었고, MiG는 도주한다.
비행장으로 돌아온 21전투비행단은 강상렬 장군이 이끄는 북한 대대가 미국을 향해 탄도 미사일을 발사하려는 의도로 핵 미사일 격납고를 장악했다고 통보받는다. 주한 미군의 미군 장교는 대한민국 공군에 한반도 분쟁을 다시 점화할 수 있는 B-2 스피릿의 선제 공격을 준비했다고 알린다. 미국이 지석현 구출을 거부했기 때문에 대한민국 공군과 대한민국 국방부는 관심을 피하기 위해 T-50과 F-15K만을 할당하여 자체 구출 작전을 비밀리에 시작한다. 미국이 작전을 알게 되자 대한민국 공군과 대한민국 국방부에 병력을 철수시키라고 명령했지만 그들은 거부했다.
작전이 시작되고 지석현은 한국 공군 구조대에 의해 구출된다. 반란군 대대의 기지를 파괴한 후, 21전투비행단은 이전에 MiG-29와 마주하게 되고, 그들은 전투를 벌인다. 공중전 중 MiG-29가 실속하자 태윤은 이를 격추시킨다. T-50은 SAM을 회피하려다 손실되지만 조종사는 생존한다. 작전은 성공적으로 끝나고 B-2 공격은 취소된다. 결국 태윤은 전사한 전우에게 경의를 표한다.

## 캐스팅
- 정지훈 - 정태훈 대위 역
- 유준상 - 이철희 소령 역
- 신세경 - 유세영 중사 역
- 김성수 - 박대서 소령 역
- 이하나 - 오유진 대위 역
- 이종석 - 지석현 중위 역
- 정경호 - 조태봉 대위 역
- 백봉기 - 김병장 역
- 박효준 - 박이병 역
- 최범호 - 항공전대장 역
- 정경훈 - 황대위 역
- 정한용 - 국방부 장관 역
- 정윤석 - 웅이 역
- 이종구 - 통일부 장관 역
- 이승우 - 라인정비중사 역
- 전용준 - 에어쇼장 아나운서 역
- 하수호 - 레스큐팀원 2 역
- 정호빈 - 강성열 역 (특별출연)
- 엄효섭 - 공군작전사령관 역 (특별출연)
- 박혁권 - 철민 역 (특별출연)
- 조성하 - 최병길 단장 역 (특별출연)
- 오달수 - 민상사 역 (특별출연)
- 정석원 - 최민호 중사 역 (특별출연)
- 손경수 소령 (특별출연)
- 양준모 - 북한편대장 역
- 김효수 - 리효수 소좌역
- 정호빈 - 북한 대장 (강성열) 역